# 지야자와촌
지야자와촌(千谷沢村)은 니가타현 가리와군에 있던 촌이다.

## 지리
니가타현 주에쓰 지방에 속하며 시나노 강의 서쪽을 북류하는 지류 시부카이 강이 만드는 오구니 분지의 북단에 위치한다. 시부카이 강을 끼고 동쪽을 마루야마(372m), 서쪽은 하치코쿠산(514m) 에 이어진 완만한 산줄기에 둘러싸여 있으며, 남쪽의 오구니 분지를 중심으로 벼 재배가 활발하게 이루어진다.

## 역사
- 1889년 4월 1일 - 정촌제 시행에 의해 가리와군 지야자와촌이 성립하였다.
- 1957년 7월 5일 - 오구니정의 일부와, 고시지정의 일부에 편입해 소멸하였다.
- 2005년 4월 1일 - 오구니정, 고시지정과 합병해 나가오카시에 편입되었다.